# Марко Хиетала
Марко Хиетала (на фински: Marco Hietala) е финландски певец и басист.

## Биография
Роден е на 14 януари 1966 в Терво, Финландия. Присъединява се към Nightwish през 2001 на мястото на Сами Ванска. С тях е издал пет албума – Century Child, Once, Dark Passion Play, Imaginaerum и Endless forms most beautiful. Пее в голяма част от песните на групата. Дългосрочният му проект е Tarot – групата, която е създал заедно с брат си Закъри Хиетала през 1986 година в родния им град Терво.
На 1 април 2010 година се разнесъл слух, че ще напусне Nightwish, за да се съсредоточи върху соловата си кариера, но малко по-късно той самият казва, че е било просто първоаприлска шега.
През концертите до End Of An Era (вкл.), Таря Турунен по някое време трябвало да си почине. До 2003 година, през тази нейна почивка групата изпълнявала инструментали, но след това Марко започва да пее кавъри на някои добре известни песни като тази на Ози Озбърн (Crazy Train), W.A.S.P. (Wild Child), на Дио (Don't Talk To Strangers), на Megadeth (Symphony of Destruction) и, естествено, на Pink Floyd (High Hopes). Някои от тези песни са пуснати заедно с албумите като концертни изпълнения. Но Хиетала има много по-голяма роля в албума Dark Passion Play, с песните Master Passion Greed и, разбира се, The Islander, изцяло написана и композирана от него.
Свирил е също така заедно с Дилейн – преди, като бас китарист и мъжката част от вокалите на групата, а и през 2009, в новия им албум – April Rain – песните са Control The Storm и Nothing Left. Друга негова група е Sinergy, с тях е до 2002 година, отново като басист и вокалист (заедно с lead вокалите на Кимбърли Гос.
През 2010 г. се присъединява към Kuorosota (финската версия на Clash of the Choirs) и изпълнява песните Paradise City (Guns N' Roses), We Are The Champions (Queen), Like A Virgin (Madonna), I Walk Forever (Tarot – там пее той самият заедно с клавириста и втори вокалист на групата Томи Салмела), и др.
Хиетала свири на китара от повече от 20 години. Четири години е изучавал теория на музиката, пеене и класическа китара. Има петгодишен опит със студийните записи.
Той живее в Керава, Финландия заедно с жена си и двете си деца – момчета близнаци, на шест години – Миро и Анто. Според неговите думи, когато не е на турне, обича да чете, да играе видео игри и да гледа филми. Като жанрове за книги и филми предпочита фентъзи, хоръри и научна фантастика.
На 12 януари 2021 г., в официалната страница на Nightwish във Фейсбук, Марко обявява оттеглянето си от групата.

## Дискография
- Tarot: The Spell of Iron (1986)
- Tarot: Follow Me into Madness (1988)
- Tarot: To Live Forever (1993)
- Impaled Nazarene: Suomi Finland Perkele (1994)
- Tarot: Stigmata (1995)
- Tarot: For the Glory of Nothing (1998)
- Conquest: Conquest (1999)
- Sinergy: To Hell And Back (2000)
- Gandalf: Rock Hell (2001)
- To/Die/For: Epilogue (2001)
- Virtuocity: Secret Visions (2001)
- Sinergy: Suicide By My Side (2002)
- Nightwish: Century Child (2002)
- Tarot: Shining Black (2003)
- Charon: The Dying Daylights (2003)
- Aina: Days of Rising Doom (2003)
- Tarot: Suffer Our Pleasures (2003)
- Altaria: Invitation (2003)
- Nightwish: Once (2004)
- Raskasta Joulua: Raskasta Joulua (2004)
- After Forever: Being Everyone (2005)
- Turmion Kätilöt: Niuva 20 (2005)
- Turmion Kätilöt: Pirun Nyrkki (2006)
- Verjnuarmu: Muanpiällinen helevetti (2006)
- Eternal Tears of Sorrow: Before the Bleeding Sun (2006)
- Amorphis: Eclipse (2006)
- Delain: Lucidity (2006)
- Tarot: Crows Fly Black (2006)
- Raskasta Joulua: Raskaampaa Joulua (2006)
- Nightwish: Dark Passion Play (2007)
- Nightwish:Made in Hong Kong (And in Various Other Places) (2009)
- Northern Kings:Reborn(2007)
- Northern Kings:Rethroned(2008)
- Sapattivuosi:Ihmisen merkki (The Sign of Man)(2009)
- Delain: April rain (2009)
- Elias Viljanen: Lead Up to Speed (2009)
- Tarot: Gravity Of Light (2010)